# Carbon语言
Carbon或Carbon-lang是一个实验性的通用编程语言，旨在成为“C++的后继语言”。该项目开放源代码，由Google启动，沿用了之前Google自创的编程语言的脚步（Go和 Dart）。Google工程师钱德勒·卡鲁斯（英語：Chandler Carruth）在2022年7月多伦多的CppNorth会议上首次向公众介绍Carbon语言。
该语言旨在修复C++的几个明显缺点，但提供了类似的功能集。该语言的主要目标是可读性和“双向互操作性”，因此不会像Rust那样存在语言障碍（虽然基于C++，但与C++不兼容）。语言的更改将由 Carbon 负责人决定。
Carbon语言的文档、设计、实现和相关工具托管在GitHub上，基于Apache-2.0许可证（带有LLVM异常）。

## 示例

### Hello, world!
```
package
 
sample
 
api
;
    

fn
 
Main
()
 
-> 
i32
 
{

    
Print
(
"Hello, world!"
);

    
return
 
0
;

}

```